# RD-0120
El RD-0120 (también designado como 11D122) era el motor soviético de la etapa central del cohete Energía, alimentado con LH2/LOX, era aproximadamente equivalente a los SSMEs del transbordador espacial. Estos eran adheridos al núcleo del Energía en lugar de al orbitador, así que no eran recuperables después del vuelo, pero crearon un diseño más modular (se podía usar el cohete Energía para distintas misiones, aparte de lanzar el transbordador). Basado en la tecnología de hidrógeno-oxígeno americana, más madura, aunque considerablemente modificado con innovaciones y métodos rusos, tenía similitudes y diferencias con el SSME. En comparación con el SSME, el motor RD-0120 alcanzaba un impulso específico y presión de la cámara de combustión muy parecidos con una complejidad y coste reducidos, principalmente a expensas de conseguir una menor relación empuje a peso. Usa el ciclo de combustión por etapas de abundante consumo y un único eje para controlar las turbo-bombas de óxidante y carburante. 
Rocketdyne evaluó alguno de los diseños rusos para posibles actualizaciones del SSME, como por ejemplo un canal de toberas más simple y barato. Con él se alcanzaba la estabilidad de combustión sin las cámaras de resonancia acústica que el SSME requería.
No confundir con el motor RD-120, cuyo diseño es similar.

## Especificaciones

### RD-0120
Empuje (vacío): 1.863,9 kN (190 tons), (nivel del mar): 1.517,1 kN

Impulso específico (vacío): 454 s (4449 m/s), (nivel del mar): 359 s

Tiempo de quemado: nominal 480-500 s, certified for 1670 s.

Peso del motor: 3.449 kg.

Longitud: 4,55 m, Diámetro: 2,42 m

Propelente: LOX/LH2

Relación de la mezcla: 6:1

Diseñador: KB Khimautomatiki (KBKhA)

Fabricante:Fábrica mecánica de Vorónezh

Aplicación: Etapa central del Energía.